# Wahlenheim
Wahlenheim település Franciaországban, Bas-Rhin megyében. Lakosainak száma 609 fő (2022. január 1.). Wahlenheim Bernolsheim, Batzendorf, Hochstett, Mommenheim és Rottelsheim községekkel határos.

## Népesség
A település népessége az elmúlt években az alábbi módon változott:
| Lakosok száma | 367  | 408  | 430  | 478  | 553  | 599  | 603  | 606  | 609  |
|               | 2013 | 2015 | 2016 | 2017 | 2018 | 2019 | 2020 | 2021 | 2022 |